# Hieracium sect. Dragicola
La sezione  Hieracium sect. Dragicola Gottschl. è una sezione di piante angiosperme dicotiledoni del genere Hieracium della famiglia delle Asteraceae.

## Etimologia
Il nome del genere deriva dalla parola greca hierax o hierakion (= sparviere, falco). Il nome del genere è stato dato inizialmente dal botanico francese Joseph Pitton de Tournefort (1656 - 1708) rifacendosi probabilmente ad alcuni scritti del naturalista romano Gaio Plinio Secondo (23 - 79) nei quali, secondo la tradizione, i rapaci si servivano di questa pianta per irrobustire la loro vista. Il nome della sezione deriva dal nome della dolina del Carso di Trieste "Draga d'Orlek", areale del primo ritrovamento delle specie di questa sezione.
Il nome scientifico della sezione è stato definito dal botanico Günter Gottschlich (1951-).

## Descrizione
Habitus. La forma biologica prevalente è emicriptofita scaposa (H scap), ossia in generale sono piante erbacee (e aromatiche), a ciclo biologico perenne, con gemme svernanti al livello del suolo e protette dalla lettiera o dalla neve, inoltre spesso hanno l'asse fiorale eretto e privo di foglie (piante scapose), oppure le foglie basali sono assenti alla fioritura. Le specie di questo gruppo sono piante di tipo afillopode (raramente hypofillopode). Queste piante sono anche provviste di lattice (i vasi latticiferi sono anastomizzati), ma sono prive di stoloni.
Radici. Le radici sono secondarie da rizoma.
Fusto. La parte aerea del fusto è eretta o ascendente; può essere legnoso in basso; la colorazione è verde o verde-glauco (rosso-violacea alla base). La superficie può essere sia glabra che pelosa. Le piante di questa sezione possono raggiungere un'altezza massima di 4 - 6 dm (raramente raggiungono i 8 dm). La parte sotterranea spesso è un fittone.
Foglie. Le foglie sono solamente cauline (da 15 a 25) disposte in modo alternato; quelle inferiori, appena addensate e progressivamente decrescenti verso l'alto, all'antesi spesso sono necrosate. La lamina è intera con forme obovato-lanceolate (foglie inferiori), lanceolate (le medie) e strettamente ovato-lanceolate quelle superiori. La colorazione è verde-glauco con consistenza molle. I bordi possono essere continui o variamente dentati (anche profondamente, ma raramente sono lobati). La superficie può essere glabra o variamente pubescente. Le foglie basali sono distintamente picciolate (la lamina confluisce nel picciolo) e non formano una rosetta basale, quelle cauline non sono abbraccianti ma attenuate nel picciolo. I piccioli, con densi peli ghiandolari, sono sempre ben visibili.
Infiorescenza. La sinflorescenza è del tipo racemoso-paniculata o lassamente-paniculata con 4 - 8 rami e diversi capolini (da 7 a 15). L'acladio è di 2 – 3 cm. Le infiorescenze vere e proprie (il capolino) sono formate da un peduncolo che sorregge un involucro composto da diverse brattee (o squame) disposte su 2 serie in modo embricato, all'interno delle quali un ricettacolo fa da base ai fiori tutti ligulati. L'involucro ha delle forme da semiellissoidi a emisferiche. Le brattee si dividono in esterne e interne appressate con colorazioni da verde-pallido fino a olivaceo e margini chiari. La pubescenza delle brattee dell'involucro è formata da peli semplici e ghiandolosi da assenti a sparsi. Il ricettacolo è nudo, ossia senza pagliette a protezione della base dei fiori, e alveolato (il margine degli alveoli è brevemente cigliato-dentato). Gli involucri, con densi peli ghiandolari, sono sempre ben visibili. Dimensione dell'involucro: 10 – 11 mm.
Fiori. I fiori (da 6 a 150) sono tutti del tipo ligulato, tetra-ciclici (ossia sono presenti 4 verticilli: calice – corolla – androceo – gineceo) e pentameri (ogni verticillo ha 5 elementi). I fiori sono inoltre ermafroditi e zigomorfi. In alcuni casi i fiori femminili sono "stilosi".
- Formula fiorale:

*/x K {\displaystyle \infty }, [C (5), A (5)], G 2 (infero), achenio
- Calice: i sepali del calice sono ridotti ad una coroncina di squame.
- Corolla: le corolle sono formate da un tubo e da una ligula terminante con 5 denti; il colore è giallo. Le ligule sono lunghe oltre l'involucro e spesso sono glabre.
- Androceo: gli stami sono 5 con filamenti liberi, mentre le antere sono saldate in un manicotto (o tubo) circondante lo stilo.[14] Le antere alla base sono acute. Il polline è tricolporato.[15]
- Gineceo: lo stilo è giallo (o più o meno scuro; fino a nerastro), è filiforme e peloso sul lato inferiore; gli stigmi dello stilo sono due divergenti. L'ovario è infero uniloculare formato da 2 carpelli. La superficie stigmatica è posizionata internamente (vicino alla base).[16]

Frutti. I frutti sono degli acheni con pappo. Gli acheni hanno una forma colonnare-obconica (o più o meno cilindrica) e sono ristretti alla base (e ingrossati all'apice), mentre la superficie (liscia o appena rugosa) è provvista di 8 - 10 coste che nella parte apicale confluiscono in un orlo anulare. La colorazione varia da castana a rossastra. Il pappo è formato 20 a 80 setole biancastre (o giallastre) semplici disposte su due serie (quelle interne sono più lunghe e più rigide, quelle esterne sono fragili). Dimensione degli acheni: 3 e 4,5 mm.

## Biologia
Antesi:  la fioritura in genere è avanzata fino all'autunno.

Impollinazione: l'impollinazione avviene tramite insetti (impollinazione entomogama tramite farfalle diurne e notturne).

Riproduzione: la fecondazione avviene fondamentalmente tramite l'impollinazione dei fiori (vedi sopra).

Dispersione: i semi (gli acheni) cadendo a terra sono successivamente dispersi soprattutto da insetti tipo formiche (disseminazione mirmecoria). In questo tipo di piante avviene anche un altro tipo di dispersione: zoocoria. Infatti gli uncini delle brattee dell'involucro (se presenti) si agganciano ai peli degli animali di passaggio disperdendo così anche su lunghe distanze i semi della pianta.

## Distribuzione e habitat
Le specie di questa sezione si trovano nella parte orientale delle Alpi su habitat rocciosi.

## Tassonomia
La famiglia di appartenenza di questa voce (Asteraceae o Compositae, nomen conservandum) probabilmente originaria del Sud America, è la più numerosa del mondo vegetale, comprende oltre 23.000 specie distribuite su 1.535 generi, oppure 22.750 specie e 1.530 generi secondo altre fonti (una delle checklist più aggiornata elenca fino a 1.679 generi). La famiglia attualmente (2021) è divisa in 16 sottofamiglie.
- Typus: Hieracium dragicola (Nägeli & Peter) Zahn.

### Filogenesi
Il genere di questa voce appartiene alla sottotribù Hieraciinae della tribù Cichorieae (unica tribù della sottofamiglia Cichorioideae). In base ai dati filogenetici la sottofamiglia Cichorioideae è il terz'ultimo gruppo che si è separato dal nucleo delle Asteraceae (gli ultimi due sono Corymbioideae e Asteroideae). La sottotribù Hieraciinae fa parte del "quinto" clade della tribù; in questo clade è posizionata alla base ed è "sorella" al resto del gruppo comprendente, tra le altre, le sottotribù Microseridinae e Cichoriinae. Il genere  Hieracium (insieme al genere Pilosella) costituisce il nucleo principale della sottotribù Hieraciinae e formano (insieme ad altri generi minori) un "gruppo fratello" posizionato nel "core" delle Hieraciinae.
Il genere Hieracium è un genere estremamente polimorfo con maggioranza di specie apomittiche. Di questo genere sono descritte circa 1000 specie sessuali e oltre 3000 specie apomittiche, delle quali circa 250 e più sono presenti nella flora spontanea italiana.
I caratteri distintivi per il genere Hieracium sono:
- le piante non sono tutte vischiose;
- i fusti e le foglie hanno peli semplici o ghiandolari;
- i capolini sono numerosi;
- il colore dei fiori in genere è giallo carico;
- i rami dello stilo sono lunghi;
- le coste dell'achenio confluiscono in un anello;
- il pappo è formato da due serie di setole.

Le specie di questo genere, provviste di molte sottospecie, formano degli aggregati o sezioni con diverse specie incluse, altre sono considerati "intermediare" (o impropriamente ibridi in quanto queste specie essendo apomittiche non si incrociano e quindi non danno prole feconda) con altre specie. A causa di ciò si pongono dei problemi di sistematica quasi insolubili e per avere uno sguardo d'insieme su questa grande variabilità può essere necessario assumere un diverso concetto di specie. Qui in particolare viene seguita la suddivisione in sezioni del materiale botanico così come sono elencate nell'ultima versione della "Flora d'Italia".
La sezione XXXVII Dragicola presenta delle specie di recente differenziazione da ibridi derivati dalla sezione Drepainoidea con alcuni Hieracium di tipo afillopodi. Questa ibridogenesi, che ha prodotto diversi taxa afillopodi con caratteri sfrangiati in varie direzioni, è raccolta in questa sezione di recente istituzione. I caratteri distintivi per le specie di questa sezione sono:
- le specie di questo gruppo sono piante di tipo afillopode (raramente hypofillopode);
- le foglie basali sono distintamente picciolate e non formano una rosetta basale, quelle cauline non sono abbraccianti ma attenuate nel picciolo;
- le foglie cauline sono numerose (da 15 a 25) colorate di verde-glauco; quelle inferiori all'antesi spesso sono necrosate;
- i piccioli e gli involucri, con densi peli ghiandolari, sono sempre ben visibili;
- la pubescenza delle brattee dell'involucro è formata da peli semplici e ghiandolosi da assenti a sparsi;
- gli acheni hanno delle dimensioni tra 3 e 4,5 mm e una colorazione da paglierina a castana;
- la fioritura è avanzata fino all'autunno.

### Specie della flora italiana
Nella flora spontanea italiana, per la sezione di questa voce, sono presenti le seguenti specie (principali e secondarie o derivate):
Specie principale. Hieracium dragicola  (Nägeli & Peter) Zahn, 1921  - Sparviere delle doline: l'altezza massima della pianta è di 40 – 60 cm (massimo 80 cm); il ciclo biologico è perenne; la forma biologica è emicriptofita scaposa (H scap); il tipo corologico è Subendemico; l'habitat tipico sono le rupi calcaree, i ghiaioni e le pietraie; in Italia è una specie molto rara e si trova nelle Alpi Orientali fino ad una quota compresa tra 300 e 500 m s.l.m.. In Italia sono presenti 4 sottospecie.
Caratteri principali: tra la specie H. porrifolium e la specie H. brevofolium; le foglie inferiori sono appena addensate e sono progressivamente decrescenti verso l'alto; il colore delle brattee involucrali varia da verde-pallido fino a olivaceo e sono larghe fino a 1,2 mm.
Specie principale. Hieracium pospichalii  Zahn, 1906 - Sparviere di Pospichal: l'altezza massima della pianta è di 40 – 60 cm (massimo 80 cm); il ciclo biologico è perenne; la forma biologica è emicriptofita scaposa (H scap); il tipo corologico è Subendemico; l'habitat tipico sono le rupi calcaree, i ghiaioni e le pietraie; in Italia è una specie molto rara e si trova nelle Alpi Orientali fino ad una quota compresa tra 300 e 500 m s.l.m.. In Italia sono presenti 2 sottospecie.
Caratteri principali: tra la specie H. porrifolium e la specie H. racemosum; le foglie inferiori sono addensate e sono rapidamente decrescenti verso l'alto; il colore delle brattee involucrali varia da olivaceo fino a verde-nerastro e sono larghe fino a 1,7 mm.
Specie secondarie collegate a Hieracium pospichalii:
| Specie                                             | Caratteri                                                                | Habitat                        | Distribuzione italiana      | Sottospecie                      |
| -------------------------------------------------- | ------------------------------------------------------------------------ | ------------------------------ | --------------------------- | -------------------------------- |
| Hieracium racemosiforme (Zahn) Zahn, 1902[24]      | Più simile alla specie H. racemosum che alla specie H. porrifolium       | Pendii erbosi                  | Lecco e Trento - Molto rara |                                  |
| Hieracium leiocephalum Bartl. ex Griseb., 1853[25] | Tra la specie H. porrifolium e la specie H. umbellatum                   | Pendii erbosi calcarei         | Alpi orientali - Rara       | 4 sottospecie presenti in Italia |
| Hieracium borealiforme P.D.Sell & C.West, 1976[26] | Tra la specie H. porrifolium e la specie H. sabaudum                     | Boscaglie e incolti            | Alpi orientali - Molto rara |                                  |
| Hieracium atrocalyx Gottschl., 2011[27]            | Più simile alla specie H. sabaudum che alla specie H. porrifolium        | Pendii sassosi calcarei        | Belluno - Molto rara        |                                  |
| Hieracium tolstoii Fen. & Zahn, 1927[28]           | Tra la specie H. porrifolium e la specie H. australe                     | Muri e pendii sassosi calcarei | Milano - Moto rara          |                                  |
| Hieracium speciosum Hornem., 1815[29]              | Più simile alla specie H. scorzonerifolium che alla specie H. umbellatum | Pendii sassosi calcarei        | Bormio - Molt rara          |                                  |